# 平年値

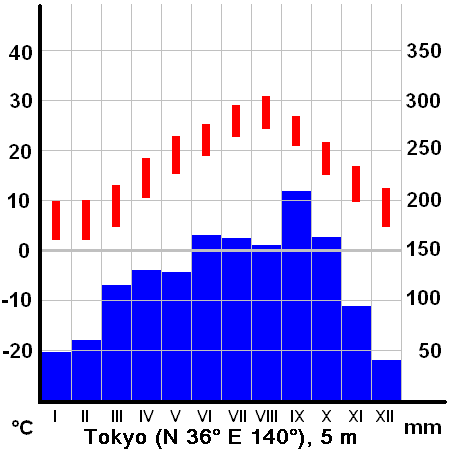
東京の平年値を示した雨温図

平年値（へいねんち）とは、気温や降水量などの気象要素（気候要素）の長期平均の値のことで、ふつう30年間の平均。気候値とも言う。

## 概要
その場所の気候を表す値として、またその時々の気象や天候（冷夏・暖冬、少雨・多雨など）を評価する値として、気象学と気候学で用いられる。
欧米諸国や日本など多くの国では、西暦の末尾が1となる年（10年ごと）にその直前30年間の値に更新している。例えば、2001年から2010年までの10年間においては、1971年から2000年までの30年間の平均値が用いられる。これが2011年に更新され、2011年から2020年までは、1981年から2010年までの平均値が用いられる。なお各平均値は、例えば1971年から2000年までの平均値は「2000年統計」と呼ばれることがある。
統計期間を30年とする規定は、1935年に国際気象機関の会議で勧告として発表され、その後世界気象機関(WMO)の技術規則に引き継がれている。日本の気象庁は、1921 - 1950年の期間以降これに倣っている。
なおWMOは、"Climatological Standard Normal"（気候学的標準平年値）は更新も30年毎、つまり、1961 - 1990年平均値を1991 - 2020年まで使用し2021年に更新するという方式を標準としていた。前記のように10年毎更新とするのは任意であった。しかし2015年に規則を改正、次回更新（2021年）からは10年毎の更新を加盟国全てに求める（長期比較のため、30年毎更新の値と併用）。
平年値として集計される要素には、気温、降水量、風速、積雪量などの観測値や、初雪・終雪、初霜・終霜、桜の開花日・満開日、紅葉日、梅雨入り・梅雨明け、台風の発生数・上陸数・接近数、流氷接岸初日、流氷初日、初冠雪などの季節変動やそれに伴う生物の活動など、多くの種類がある。
計算方法は通常は値の総和を資料数で除した平均値を用いるが、日別平年値については、9日間の移動平均を3回繰り返して平滑平年値を求める。更に2月29日は除外して平滑平年値を求め、2月29日の平滑平年値は、2月28日と3月1日の平滑平年値を算術平均した値としている。

## 階級表現
気象庁では30年間の観測値を並べ、値が小さい方から3分の1ずつに分け、小さい順にそれぞれ「（平年より）低い・少ない」、「平年並」、「（平年より）高い・多い」とし、実際に観測された値が当てはまる階級を用いて表現する。例えば、ある年の冬の平均気温がこの区分に照らし合せて「高い」に該当した場合、暖冬と表現することにしている。なお、階級表現の区分も平年値の更新とともに10年ごとに更新される。

## 平年値の変動
10年ごとに更新される平年値は、更新のたびに変化する。例えば、日本の気象庁によると1981 - 2010年平均は1971 - 2000年平均より気温が0.2 - 0.4°Cほど高く、日本海側の多くの地点の降雪量が10%以上減少している。その要因は、数十年周期の自然変動、温室効果ガス増加による地球温暖化のほか、一部では都市化の影響（ヒートアイランド現象）があると推定されている。
2020年の更新では、気温の平均値が0.2度から0.5度上昇した。